# Pasco. Avanzar más allá de la muerte
 Pasco. Avanzar más allá de la muerte es una película documental de Argentina filmada en colores dirigida por Martín Sabio sobre su propio guion realizado sobre el libro e investigación de Patricia Miriam Rodríguez, que se estrenó el 15 de agosto de 2019 y tiene como tema la reconstrucción por un grupo de alumnos de la llamada Masacre de Pasco.

## El hecho histórico
La noche del 21 de marzo de 1975, cuando María Estela Martínez de Perón estaba a cargo de la presidencia del país, las calles del barrio San José de la ciudad de Temperley, ubicado en la zona suburbana de la ciudad de Buenos Aires estaban desiertas por la atracción de la televisación de un partido de fútbol que disputaba el Club Atlético Independiente por la Copa Libertadores de América cuando algunos de ellos escucharon ráfagas de ametralladoras. La explicación policial fue que se realizaron durante una persecución de guerrilleros por fuerzas de seguridad pero en realidad fue el asesinato cometido por integrantes de la organización terrorista Triple A que dirigía el ministro de Bienestar Social José López Rega de ocho militantes de la Juventud Peronista que habían sido secuestrados en distintos puntos de la zona, cuyos cadáveres fueron además dinamitados dos veces en lo que más adelante se llamó la Masacre de Pasco.

## Sinopsis
El documental, basado en la investigación y en el libro de Patricia Rodríguez, reconstruye los hechos conocidos como la “Masacre de Pasco” a través del recorrido de un grupo de alumnos de la Escuela de Educación Media Nº 15, ubicado en el barrio San José de Temperley. Por medio de entrevistas a vecinos, familiares de las víctimas, militantes de la época y referentes de los Derechos Humanos, los alumnos hacen explícita una historia invisibilizada.

## Críticas
Ezequiel Boetti en Página 12 opinó:

” Los vecinos, en cambio, coinciden en que se trata apenas un recuerdo lejano. A lo sumo, en sus memorias perduran el sonido de las balas o el haber escuchado algo al pasar sobre el tema. De allí, entonces, que los datos se contradigan o complementen, obligando a los chicos a completar un rompecabezas complejo y con varias piezas faltantes…El director… prescinde de imágenes de archivo y, a cambio, se focaliza en la experiencia de absorción de esos chicos que, conociendo esa historia, conocen una parte de la suya… a Pasco, avanzar más allá de la muerte le interesa menos lo bibliográfico que cómo lo ocurrido se transmitió de generación en generación, funcionando al mismo tiempo como linterna que ilumina el pasado y como registro de la construcción de una memoria activa, participativa y colectiva.”

Alejandro Lingenti  en La Nación escribió:

”L a idea de que un grupo de alumnos esté a cargo de recoger los testimonios necesarios para la reconstrucción de la trágica historia que está en el centro de este documental lo dota de una frescura loable. Con esos relatos pormenorizados y material de archivo, se arma el rompecabezas de la masacre de Pasco, que dejó una profunda cicatriz en el sur del conurbano. …Este caso de persecución política es presentado por Martín Sabio como un claro prolegómeno de aquella metodología represiva.”